# 紅刀豆
刀豆（學名：Canavalia gladiata），又名紅鳳豆、紅刀豆、海刀豆、巴西豆，俗稱刀板豆。是屬於豆科刀豆屬的一年生纏繞性草質藤本植物，植株長3-5米，會開白色或紫紅色的蝶形花，為穗狀花序。花期過後每個花穗結2-5豆莢，莢長25-33釐米，內含4-7顆種子。

紅刀豆的嫩莢味道鮮美，營養豐富，並可作炒、醃制、製作醬菜等用途，是蔬菜的品種之一。

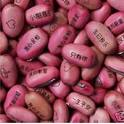
“魔豆”的種子

近年來，商人看中了紅刀豆種子外層堅硬，發芽時生長奇特，因此在其種子表面用鐳射刻上“我愛你”、“生日快樂”等祝福語句後，把它改名為“魔豆”，製成易開罐裝或整粒種子在觀賞花卉市場出售，亦有人把種子藏在人造蛋殼內，稱為“魔蛋”。除紅刀豆之外，白刀豆亦是經常用來製作“魔豆”的刀豆屬植物之一。白刀豆外型較紅刀豆小，表皮是白色，很容易分辨。
在台灣也有俗稱關公豆，豆仁多半拿來熬煮排骨湯，也有用電鍋蒸食。

## 外部連結
- 刀豆 （页面存档备份，存于） 藥用植物圖像數據庫 (香港浸會大學中醫藥學院) （中文）（英文）
- 刀豆 中藥材圖像數據庫  (香港浸會大學中醫藥學院) （中文）（英文）